# بحران اسپوتنیک

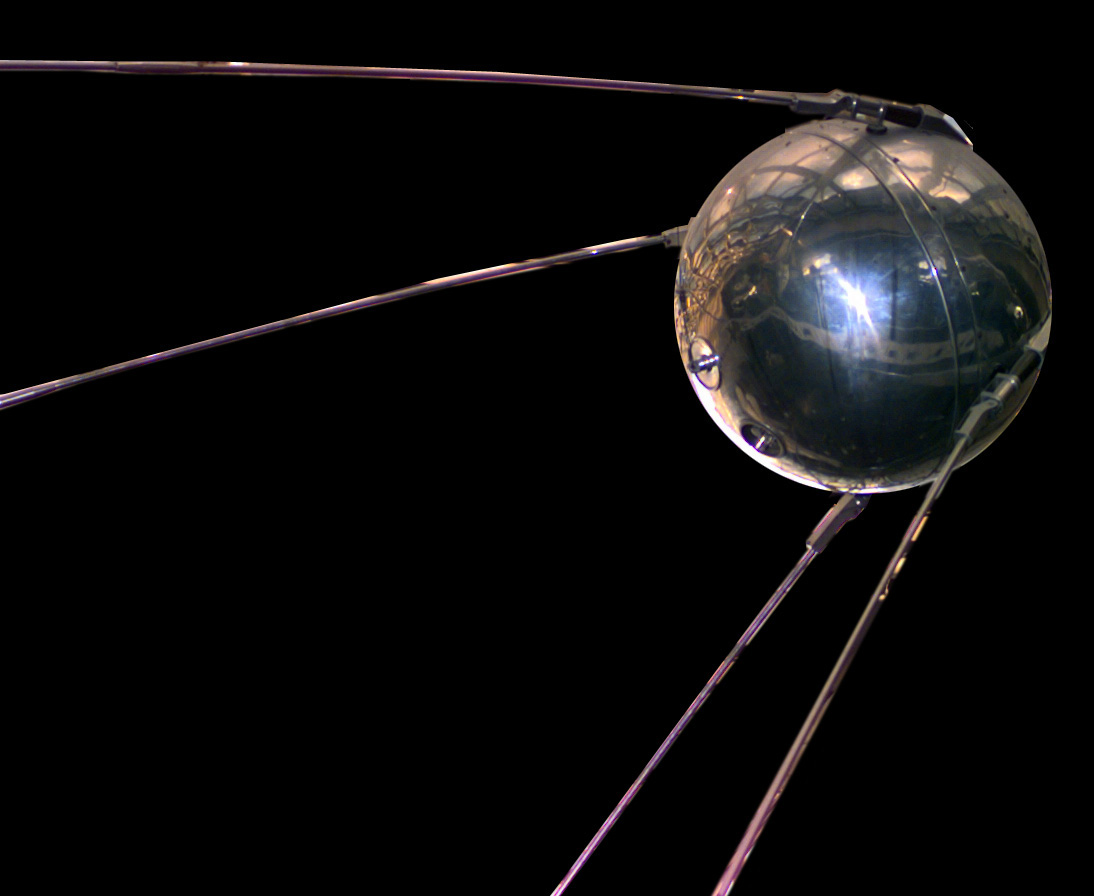
ماکت اسپوتنیک ۱

بحران اسپوتنیک (به انگلیسی: Sputnik crisis) دوره ای از ترس و نگرانی عمومی در کشورهای غربی در مورد فاصله فناوری بین ایالات متحده و اتحاد جماهیر شوروی ناشی از پرتاب اسپوتنیک ۱، اولین ماهواره (قمر مصنوعی) جهان توسط شوروی بود. این بحران یک اتفاق مهم در جنگ سرد بود که باعث ایجاد ناسا و مسابقه فضایی بین دو ابرقدرت شد. این ماهواره در ۴ اکتبر ۱۹۵۷، از پایگاه فضایی بایکونور پرتاب شد. این یک واکنش بحرانی در روزنامه‌های ملی مانند نیویورک تایمز ایجاد کرد که ماهواره را در ۲۷۹ مقاله بین ۶ اکتبر ۱۹۵۷ تا ۳۱ اکتبر ۱۹۵۷ ذکر کرد (بیش از ۱۱ مقاله در روز).